# Schlumberger (Unternehmen)

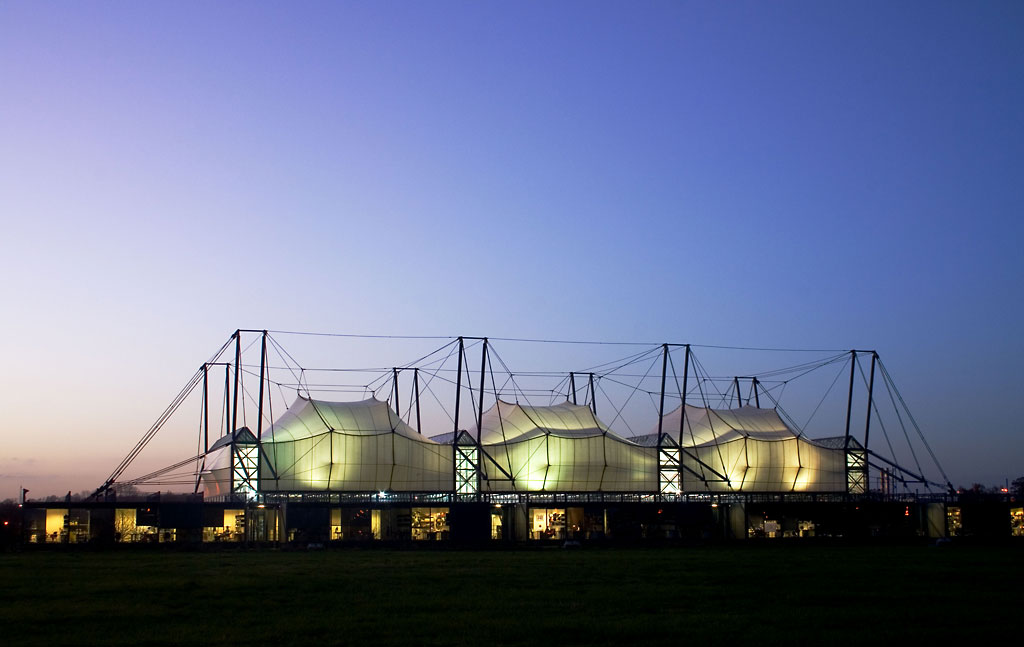
Schlumberger Cambridge Research Centre

Schlumberger ist das weltweit größte Unternehmen für Erdölexplorations- und Ölfeldservice mit Sitz in Willemstad auf der niederländischen Insel Curaçao und operativen Hauptzentralen in Paris, Houston, Den Haag und London.
Die Unternehmensgründer Conrad Schlumberger und Marcel Schlumberger stammten aus dem Elsass. Stammvater Nicolas Schlumberger war im 16. Jahrhundert aus der schwäbischen Region um Ulm eingewandert. Trotzdem waren sie stark französisch geprägt, insbesondere auch mütterlicherseits. Daher wird die Firma außer im deutschen Sprachraum meist französisch ausgesprochen: [ʃlumbɛʀˈʒe] bzw. [ʃlœ̃bɛʀˈʒe]
Die Aktien des Unternehmens werden an der New York Stock Exchange, der Euronext Paris, der London Stock Exchange und der SIX Swiss Exchange gehandelt und sind im S&P 500 und im S&P 100 enthalten.

## Unternehmensgeschichte
1926 wurde das Unternehmen als Société de Prospection Électrique von den aus dem Elsass stammenden Brüdern Conrad und Marcel Schlumberger gegründet. Sie hatten die Idee, mit Methoden der Geoelektrik nach Kohlenwasserstoffen zu suchen. Aus diesem Grund ist eine der Elektrodenanordnungen in der Geoelektrik nach ihnen benannt. Die Familie Schlumberger betrieb in Guebwiller seit dem Beginn des 19. Jahrhunderts zuerst eine Spinnerei, dann eine Werkzeugmaschinenfabrik.
1940 wurde der Hauptsitz nach Houston verlegt. 1948 wurde das  Ridgefield-Forschungszentrum gegründet, 1956 die Muttergesellschaft Schlumberger Limited in Willemstad, Curaçao, damals Niederländische Antillen. 1960 gründeten Schlumberger und Dow Chemical das Unternehmen Dowell Schlumberger. Ab 1968 beteiligte sich das Unternehmen an der 1942 in Frankreich gegründeten Forex, deren vollständige Übernahme 1971 abgeschlossen war. 1979 wurde die Fairchild Camera and Instrumentation Company (inklusive Fairchild Semiconductor) eine Tochtergesellschaft von Schlumberger. 1984 übernahm das Unternehmen die 1947 in Texas gegründete Southeastern Drilling Company (Sedco). 1985 folgte der Zusammenschluss von Southeastern Drilling Company (Sedco) und Forex zur Sedco Forex Drilling Company. 1987 kaufte National Semiconductor die Fairchild Semiconductor von Schlumberger für 122 Millionen US-Dollar.
1989 eröffnete Schlumberger in der Stadt Rungis einen Betrieb, der Prüfsysteme für Fluggepäck entwickeln sollte. 1994 wurde dieser Bereich an die Rheinmetall verkauft und dort beim Tochterunternehmen Heimann integriert.
1991 wurden Prakla-Seismos, 1992 GeoQuest Systems und 1998 Camco International aufgekauft. 1998 gründete Schlumberger die Bildungsinitiative SEED, die mehr als 225 Schulen in 39 Ländern vernetzte. 1999 bildete sich der Spin-off von Sedco Forex und Verkauf an Transocean. Im Jahr 2000 gründete Schlumberger das Unternehmen Seismik WesternGeco als  Joint-Venture zusammen mit Baker Hughes.  Unter dem neuen Namen Schlumberger Oilfield Service firmieren die ehemaligen Schlumberger-Marken viz, Anadril, Dowell, Geoquest, Wireline und Testing. 2007 kaufte Schlumberger von Baker Hughes den verbleibenden Anteil an WesternGeco und verlegte das US-Hauptquartier von New York City nach Houston. 
2010 übernahm Schlumberger den kleineren Wettbewerber Smith International. Dazu zählte unter anderem der Unternehmensbereich M-I Swaco, Hersteller von technischen Flüssigkeiten und Zentrifugen zur Verwendung in der Erdölexploration.
2012 legten Cameron International und Schlumberger ihre Unterwassersparten zusammen. Zum 1. April 2016 übernahm Schlumberger das Unternehmen.
2024 übernahm SLB die norwegische Firma Aker Carbon Capture, einen Spezialisten für CO2-Abscheidung und -Speicherung, um sein Nach-Öl Geschäft auszubauen.
Das Forschungszentrum ist Schlumberger-Doll Research in Cambridge/Massachusetts.

## Umsatzentwicklung und Finanzzahlen
2020 hat SLB ca. 20 Mrd. $ Umsatz gemacht, die Geschäftsfelder waren wie folgt beteiligt: well development and construction 39.9% (Bohrlochentwicklung und -bau), sale of oil production equipment and systems 27.6% (Verkauf von Ölförderanlagen und -systemen), sale of technological and geophysical solutions and services 13 % (Verkauf von technologischen und geophysikalischen Lösungen und Dienstleistungen).
Die Aktien werden hauptsächlich von institutionellen Anlegern wie BlackRock gehalten, auch die Familie hält noch Anteile: Martine Primat, die Witwe von Didier, einem Enkel eines der Gründer, der die Firma von 2003 bis 2009 leitete.